# Poddanství
Poddanství byla povinnost poddaného (člověka, původně osadníka) vůči vrchnosti, státu a církvi. Nejstarší povinností byl peněžní ourok, který původně převládal. Další povinností byla robota (práce), která zpočátku byla okrajová, a naturálie (tzv. osep), většinou jisté množství obilí. Ourok byl určený na věčné časy a nevalorizoval se, stejně tak naturálie. V důsledku inflace ztrácel časem hodnotu, což šlechta kompenzovala navyšováním robotních povinností, které inflaci nepodléhaly.
Ourok, robota a naturálie ale byly povinnosti jen vůči vrchnosti. Státu se odváděla státní daň (berně), která od třicetileté války do konce vlády Marie Terezie tragicky narostla především v důsledku habsburských válek proti Turkům i jinde v Evropě. Církvi se pak odváděl desátek, což bylo ve skutečnosti méně než desetina úrody a jednalo se o nejlehčí břemeno. Byla-li vrchností královská komora (tj. stát) či církev, šly jim i ourok a robota. Dále se odváděly i platy učiteli, pokud nějaký byl (vždy u fary).

## Vývoj
V průběhu staletí se měnily i poddanské povinnosti, zejména vůči vrchnosti. I nadále zůstávaly rozděleny na peněžní, naturální a robotní, docházelo však například k přesunu termínu splatnosti peněžních dávek nebo k reluici nebo k přesnějšímu vymezení roboty a objevily se i povinnosti nové. V rámci roboty také ti bohatší museli pracovat na poli se svým dobytkem. Také obzvlášť v 16. a 17. století přibyl tzv. přímus. Jednalo se o nucený odběr (koupě) zboží, které vyrobily vrchnostenské podniky (např. pivo), i nucené využívání jen vrchnostenských podniků, kupř. pily, mlýny, krčmy ap.
Faktický stav poddaných po třicetileté válce se moderním jazykem nazývá nevolnictví.[zdroj⁠?!]
V Rakouském císařství bylo poddanství zrušeno 7. září 1848 v době probíhající revoluce.